# سفر ایوب

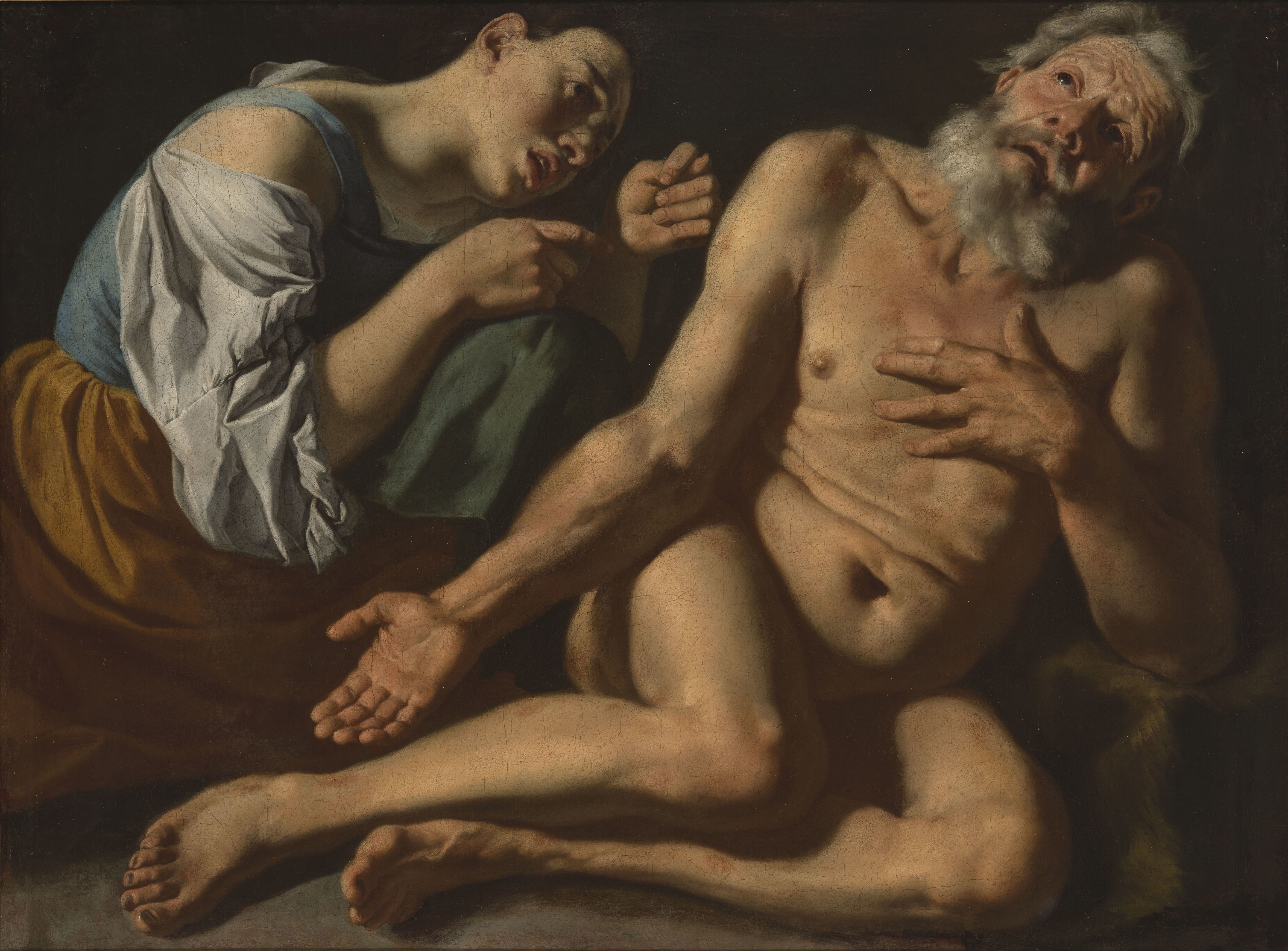
سفر ایوب

کتاب ایوب، از مجموعه کتوبیم در عهد عتیق و از نوشته‌های مقدس مسیحیان و یهودیان است. این کتاب مشتمل بر ۴۲ باب است و موضوع اصلی آن رنج است. این کتاب شاعرانه‌ترین و خیال‌انگیزترین بیان در عهد عتیق را داراست و از نخستین تلاش‌ها برای هماهنگ جلوه دادن عقیده شر و عقیده به خدا به‌شمار می‌رود. شخصیت شیطان که در نوشته‌های قدیم‌تر عهد عتیق نامی از او نیست، در این کتاب برای نخستین بار آمده‌است؛ چنان‌که برخی این مفهوم را از زرتشتیان و از دوران اسارت بابلی وام گرفته و بر اثر آمیزش قوم یهود با زرتشتیان دانسته‌اند. از مهم‌ترین کتاب‌هایی که از کتاب ایوب تأثیر پذیرفته‌اند، فاوست نوشته گوته است.

## روایت
این کتاب حاکی از زندگی بنده‌ای از بندگان خدا در سرزمین عوص است که ایوب نام داشت. شیطان با خدا شرط بست که او را از پرستش خدا بازدارد، و خدا پذیرفت که شیطان اموال، اولاد و تندرستی را از ایوب بگیرد. از این پس مصیبت گریبان‌گیر ایوب شد و بلاهای متعدد بر او فروفرستاده شد، پنج فرزندش در یک توفان سهمگین کشته شدند، دارایی‌اش از بین رفت و خود نیز به بیماری جانکاهی دچار شد. سه تن از دوستانش به نام‌های الیفاز تیمانی، بلدد شوحی و سوفر نعماتی به دیدار او آمدند و کوشیدند دلیلی برای این روی‌دادهای ناگوار بیابند. نقل این گفتگو، به شیوه مناظره‌ای طولانی بین ایوب و دوستان دانشمند او، در کتاب ذکر شده‌است. این گفتگوها بیشتر مانند یک مناظره کلامی و اعتقادی‌است. زوایای مهمی از دیدگاه‌های کلامی یهودیت دربارهٔ عدل الهی، تقدیر و مشیت الهی و در مقابل اراده و تسلیم انسان در این گفتگوها تبیین می‌گردد. البته در گفتار دوستان ایوب، گرفتاری‌ها و رنج و درد ایوب ریشه در نافرمانی و گناهکاری او بود و ایشان آن بلاها را مجازات خداوند می‌خواندند اما ایوب پافشاری می‌نمود که این درست نیست و او گناهی نکرده که شایستگی این درد و رنج را داشته باشد. آن‌ها از ایوب خواستند که شهر را ترک کند، اما ایوب از پذیرفتن این پیشنهاد سرمی‌پیچد. سرانجام یهوه، از یک گردباد با ایوب و دوستان او سخن گفت و به او یادآوری کرد که انسان هرگز قادر به دریافتن دانش بزرگ خدایی نیست. ایوب نیز از خود بیزار شده در خاک و خاکستر توبه کرد. ایوب پی برد که ایمان او به خدا نباید وابسته به رویدادهایی باشد که برای او رخ می‌دهد بلکه باید راضی به تقدیر الهی باشد، حتی اگر حکمت آن را درنیابد. پیام این کتاب آن است که هر مصیبتی به عنوان مجازات گناهکاران نیست، بلکه گاه بازتاب مهر خداوندی‌است که برای آزمایش و آموزش بر نیکوکاران فرو می‌آید. در این مورد گرفتاری‌ها، همان آزمون الهی‌است که در میان آن میزان فضایل و کرامت‌های انسانی آشکار می‌شود. در انتهای کتاب، یهوه جوانی و دارایی ثروت ایوب را دوچندان به او بازمی‌گرداند و بزرگی و شکوه او را نسبت به گذشته می‌افزاید؛ به او ده فرزند می‌بخشد و دوستان او را به دلیل توبیخ ایوب سرزنش می‌کند.

## کتاب ایوب و مسئله شر
کتاب ایوب، از ابتدا به مسئلهٔ رنج بی‌گناهان می‌پردازد. برخلاف داستان هبوط، در اینجا تمثیلی وجود ندارد که معنایش به ما اجازه دهد تا دربارهٔ علل رنج بی‌گناهان یک نتیجهٔ کلی بگیریم.
در واقع خطابه‌های ایوب حاوی بن‌مایه‌های پایبندی و اخلاص اصیل است. ایوب به جای بحث انتزاعی دربارهٔ رنج بی‌گناهان، خواسته طیفی از عواطف را نشان دهد که مردی بی‌گناه و خداترس، در حال رنج، آنها را تجربه کرده‌است.
حاصل کار این است که، با وجود اینکه این کتاب درگیر افکار فلسفی نمی‌شود، با عرضه کردن ایده‌هایش به شیوه‌ای رازآمیز، در را به روی چنین افکاری می‌گشاید.
ایوب هرگز وجود خدا را انکار نمی‌کند. او درحالی‌که چند جا عدالت خدا را زیر سؤال می‌برد، هرگز پرسشی را پیش نمی‌کشد که بشود آن را نفی و انکار صریح خدا دانست. برعکس، پرسش او به این خاطر است که خدا وجود دارد و عادل است و به همین دلیل، ایوب وضعیت خودش را درک نمی‌کند.
این ایده که خدا رقیب، مدافع و داور است، چیزی بیش از تصویر مغشوشی است که مردی عذاب‌دیده به دست می‌دهد. ایوب، در واقع، به خدا علیه خدا استشهاد می‌کند. او، با این کار، پا جای پای ابراهیم می‌گذارد.
وقتی ایوب در پیشگاه خدا توبه می‌کند، اعتراف نمی‌کند که حُرمت‌شکنانه سخن گفته، بلکه اعتراف می‌کند که نابخردانه دربارهٔ چیزهایی فراتر از درکش، سخن گفته‌است.
گاهی استدلال شده که کتاب ایوب توان حل کردن مسئلهٔ شر را ندارد، زیرا فاقد مفهومی از زندگی پس از مرگ است که به‌قدر کافی بسط یافته باشد.
کتاب ایوب به آن شکل دربارهٔ مسئلهٔ شر بحث نمی‌کند که آگوستین، لایبنیتس و هیوم درباره‌اش بحث می‌کنند. کتاب ایوب در سطح عمل به مسئلهٔ شر می‌پردازد: مرد بی‌گناهی را بلایا فراگرفته و او به انحای مختلف به آن واکنش نشان می‌دهد.